# Lisse
Lisse este o comună și o localitate în provincia Olanda de Sud, Țările de Jos. Comuna acoperă o suprafață de 16,11 km ², din care 0,41 km este apă. Populația sa este de 21.864 locuitori (1 noiembrie 2006)..

## Localități componente
Lisse, De Engel.

## Istorie
Istoria orașului Lisse este strâns legată și similara cu cele ale orașelor vecine: Hillegom și Sassenheim. Bazat pe un document de la 1198, care face mențiunea oficială a numelui orasului, Lisse a sărbătorit 800 de ani în 1998, deși există o indicație a faptului că a existat deja o localitate acolo în secolul al X-lea.
În Evul Mediu, Lisse a fost o mică localitate; existau doar 50 de case în 1500. Din cauza războaielor prelungite (în special a războaielor lui Carol Temerarul și a Războiului de optzeci de ani), localitatea era predominant săracă. Populația trăa din agricultură, creșterea animalelor, precum și din recoltarea de turbă.
În secolele XVII si XVIII, Lisse a fost, la fel ca Hillegom, casa multor domenii ale unor negustori bogați și a nobilimii. Pădurile și grădinile din domeniile Keukenhof, Meerenburg, Wildlust, Zandvliet, Overduin en Akervoorde, Wassergeest, Grotenhof, Ter Specke, Dubbelhoven, Rosendaal, Veenenburg en Berkhout], Middelburg, Ter Beek și Uytermeer adaugă orașului frumusețe și glorie.
Totuși, în următoarele secole, toate aceste domenii (cu excepția Keukenhof) a fost eliminate pentru a face loc pentru cultivarea florilor cu bulbi. Solurile nisipoase din împrejurimile Lisse au fost extrem de potrivite pentru aceste culturi. Dunele din apropiere au fost săpate și pădurile reduse progresiv în timp, pentru mai multe culturi de flori. Acest lucru a adus prosperitate și a condus la ocuparea forței de muncă în acesta zona.